# Untere Seeveniederung und Over Plack
Die Untere Seeveniederung und Over Plack ist ein Naturschutzgebiet in den niedersächsischen Gemeinden Seevetal und Stelle im Landkreis Harburg.

## Allgemeines
Teile des heutigen Naturschutzgebietes, darunter Bereiche des Junkernfeldes, wurde Ende der 1960er-Jahre als flächiges Naturdenkmal gesichert. Aufgrund der Bedeutung als Vogellebensraum und des Vorkommens der Schachbrettblume wurde das Gebiet Ende der 1970er-Jahre zur Ausweisung eines Naturschutzgebietes einstweilig sichergestellt.
Das Naturschutzgebiet mit dem Kennzeichen NSG LÜ 208 wurde zum 2. November 1993 als Naturschutzgebiet „Untere Seeveniederung“ ausgewiesen. Es war rund 494 Hektar groß. Zum 1. März 2021 wurde es um Flächen im Over Plack und randliche Bereiche in der Seeveniederung auf seine heutige Größe von circa 567 Hektar erweitert. Ein Großteil des Naturschutzgebietes ist Bestandteil des FFH-Gebietes „Seeve“ und des Vogelschutzgebietes „Untere Seeve- und Untere Luhe-Ilmenau-Niederung“. Das Gebiet grenzt im Westen an das Naturschutzgebiet „Seeve“. Zuständige untere Naturschutzbehörde ist der Landkreis Harburg.

## Beschreibung
Das Naturschutzgebiet liegt östlich von Maschen in der Elbmarsch. Es ist durch den Elbdeich von Hochwassern der Elbe abgeschnitten. Das Gebiet wurde vor der Ausweisung als Naturschutzgebiet durch den Bau des Seevesperrwerks im Jahr 1965 stark beeinflusst. Der Einfluss des Tidegeschehens der Elbe mit seinen regelmäßigen Wasserstandsschwankungen wurde hierdurch stark beeinträchtigt. In den 1970er-Jahren wurde der Südteil des Gebietes durch den Bau des Verschiebebahnhofs Maschen stark beeinflusst. Durch Sandabbau gingen große Flächen Feuchtgrünland verloren, während zwei Baggerseen, der Junkernfeldsee und der Steller See, entstanden.
Das Gebiet wird großflächig von Grünländern geprägt, die vielfach als Feuchtwiesen ausgebildet sind. Diese bedeichten Flächen werden von zahlreichen Gräben durchzogen. Stellenweise sind Hecken und weitere Gehölzstrukturen zu finden. An die Grünlandflächen schließen sich nach Nordwesten weitere Grünländer im Over Plack an. Die Grünlandflächen im Naturschutzgebiet werden überwiegend extensiv landwirtschaftlich genutzt.
Das Naturschutzgebiet wird von der Seeve, dem Ashauser Mühlengraben (auch als Ashauser Mühlenbach bezeichnet), der innerhalb des Naturschutzgebietes in die Seeve mündet, und dem Kohlenbach, einem Nebengewässer des Ashauser Mühlengrabens, durchflossen. Die beiden Baggerseen im Naturschutzgebiet sind überwiegend von Gehölzen umgeben. Ein weiteres Stillgewässer befindet sich mit dem Jägermeisterbrack im Norden des Naturschutzgebietes.
Das Naturschutzgebiet ist Lebensraum einer artenreichen Flora und Fauna. Die artenreichen Grünländer sind insbesondere im Junkernfeld als magere Flachlandmähwiesen ausgebildet. Hier siedeln unter anderem Wiesenfuchsschwanz, Gewöhnliches Ruchgras, Gewöhnlicher Glatthafer, Wiesenkerbel, Wiesenglockenblume, Wiesenschaumkraut, Wiesenflockenblume, Wiesenpippau, Wiesenlabkraut, Wiesenstorchschnabel und Wilde Möhre. Das Junkernfeld beherbergt auf einer Fläche von 130 Hektar eines der größten Schachbrettblumenvorkommen in Deutschland. Im Naturschutzgebiet ist auch ein Reliktvorkommen der Wilden Tulpe zu finden. Entlang der Fließgewässer und Gräben siedeln feuchte Hochstaudenfluren unter anderem aus Echtem Mädesüß, Gewöhnlicher Blutweiderich, Gewöhnlichem Gilbweiderich und Wasserdost. Daneben sind Röhrichte und Seggenriede zu finden. Die Fließgewässer beherbergen flutende Wasservegetation. Die Baggerseen haben sich zu naturnahen Stillgewässern entwickelt.
Das Naturschutzgebiet ist Lebensraum und Nahrungshabitat zahlreicher Vogelarten, darunter besonders Wiesenvögel. So kommen hier unter anderem Weißstorch, Rohrweihe, Rotmilan, Wachtel, Großer Brachvogel, Rotschenkel, Kiebitz, Bekassine, Wachtelkönig, Wiesenpieper, Blaukehlchen, Braunkehlchen, Schafstelze, Feldlerche, Feldschwirl, Rohrschwirl, Schilfrohrsänger, Neuntöter, Nachtigall, Pirol, Eisvogel, Wasserralle, Knäkente und Krickente vor. Auch der Seeadler nutzt das Gebiet für die Nahrungssuche. Für den Eisvogel wurde am Westufer des Steller Sees als Nisthilfe eine Steilwand angelegt. Das Gebiet beherbergt weiterhin verschiedene Insekten, darunter Schmetterlinge wie Großes Ochsenauge, Schachbrett, Rostfarbiger Dickkopffalter, Goldene Acht und Mädesüß-Perlmuttfalter, Heuschrecken wie Grünes Heupferd, Zwitscherschrecke und Kurzflüglige Schwertschrecke und Libellen wie die Gebänderte Prachtlibelle. Dem Gebiet kommt auch eine Bedeutung als Rastgebiet während des Vogelzuges zu.
Seeve und Ashäuser Mühlengraben sind Lebensraum unter anderem für Meer-, Fluss- und Bachneunauge. Die Seeve ist Teillebensraum und Wanderkorridor des Fischotters.
Das Westufer des Steller Sees wurde zur Aufwertung der Lebensräume schon Anfang der 1980er-Jahre umgestaltet. Dabei entstanden unter anderem ein buchtenreiches Ufer und zwei kleine Inseln. Westlich des Steller Sees entstanden durch Aufschüttungen des für den Bau des Verschiebebahnhofs Maschen nicht brauchbaren Bodenaushubs trockene und nährstoffarme Standorte. Hier haben sich Sandmagerrasen mit teilweise offenen Sandflächen und Dornengebüsche angesiedelt. Der etwa zehn Hektar große Bereich wird im Rahmen eines Beweidungsprojektes („Seevengeti“) zur Pflege mit Rindern beweidet. Für die Naturbeobachtung befindet sich hier eine Beobachtungsplattform. Weitere Beobachtungspunkte befinden sich mit einer Beobachtungsplattform am Nordwestufer des Steller Sees und mit einem Beobachtungsturm am Südwestufer des Junkernfeldsees. Zur Blüte der Schachbrettblume wird im Nordosten des Junkernfeldes regelmäßig ein temporärer Steg errichtet, der ein paar Meter die Wiese hineinreicht. Im Südwesten des Naturschutzgebietes befindet sich eine Pferdekopf-Tiefpumpe als Industriedenkmal aus der Zeit der Erdölförderung.
Das Naturschutzgebiet ist größtenteils von landwirtschaftlichen Nutzflächen umgeben. Kleinflächig grenzt es auch an Siedlungsgebiete. Im Norden wird es vom Elbdeich und der darauf verlaufenden Kreisstraße 1 begrenzt, im Süden grenzt es an eine Straße und die dahinter liegende Bahnstrecke Hannover–Hamburg. Durch das Gebiet, das auch der Naherholung dient, verlaufen zwei Straßen.

## Bilder

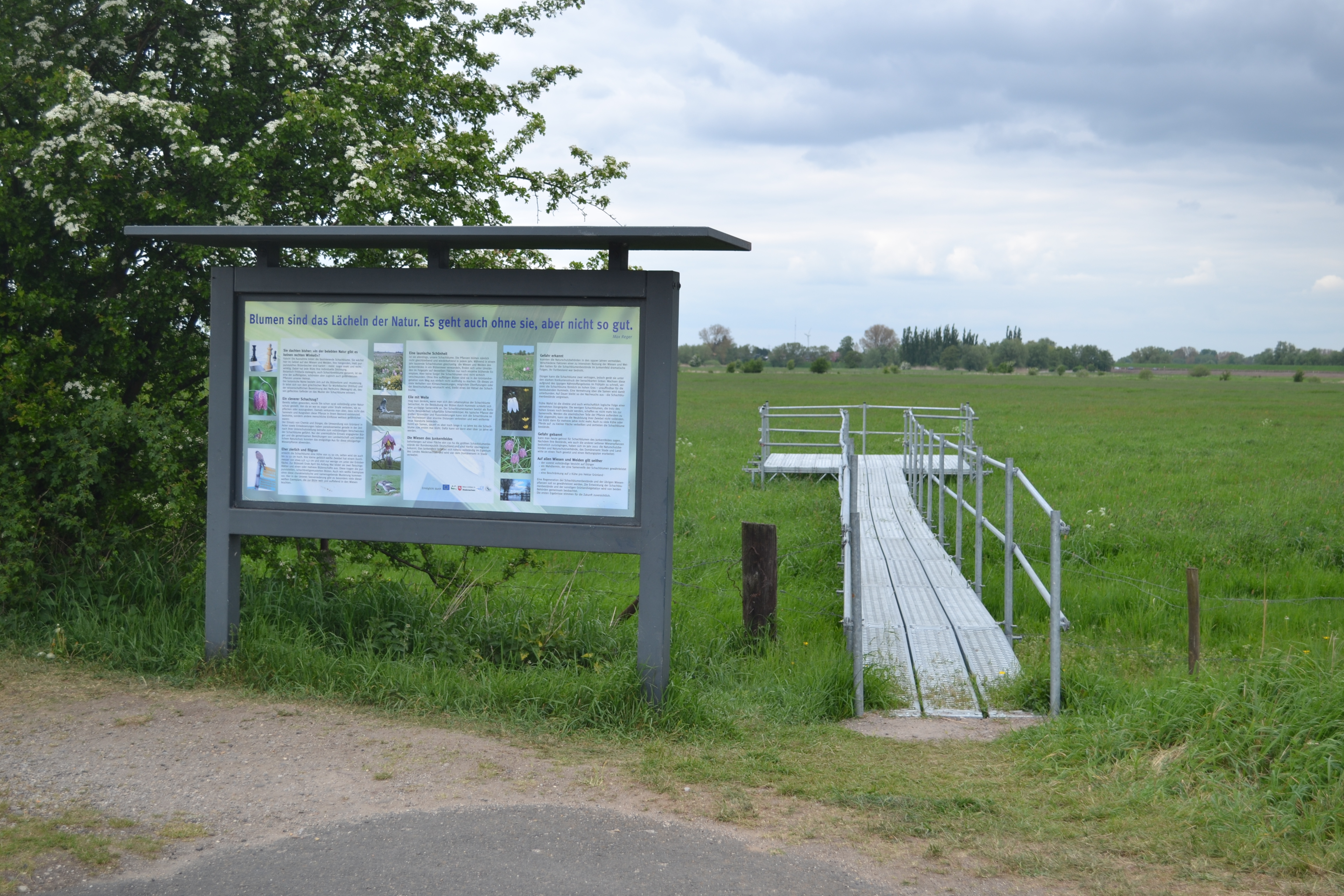
Infotafel und Steg für die Schachbrettblumenblüte (Fritillaria meleagris)
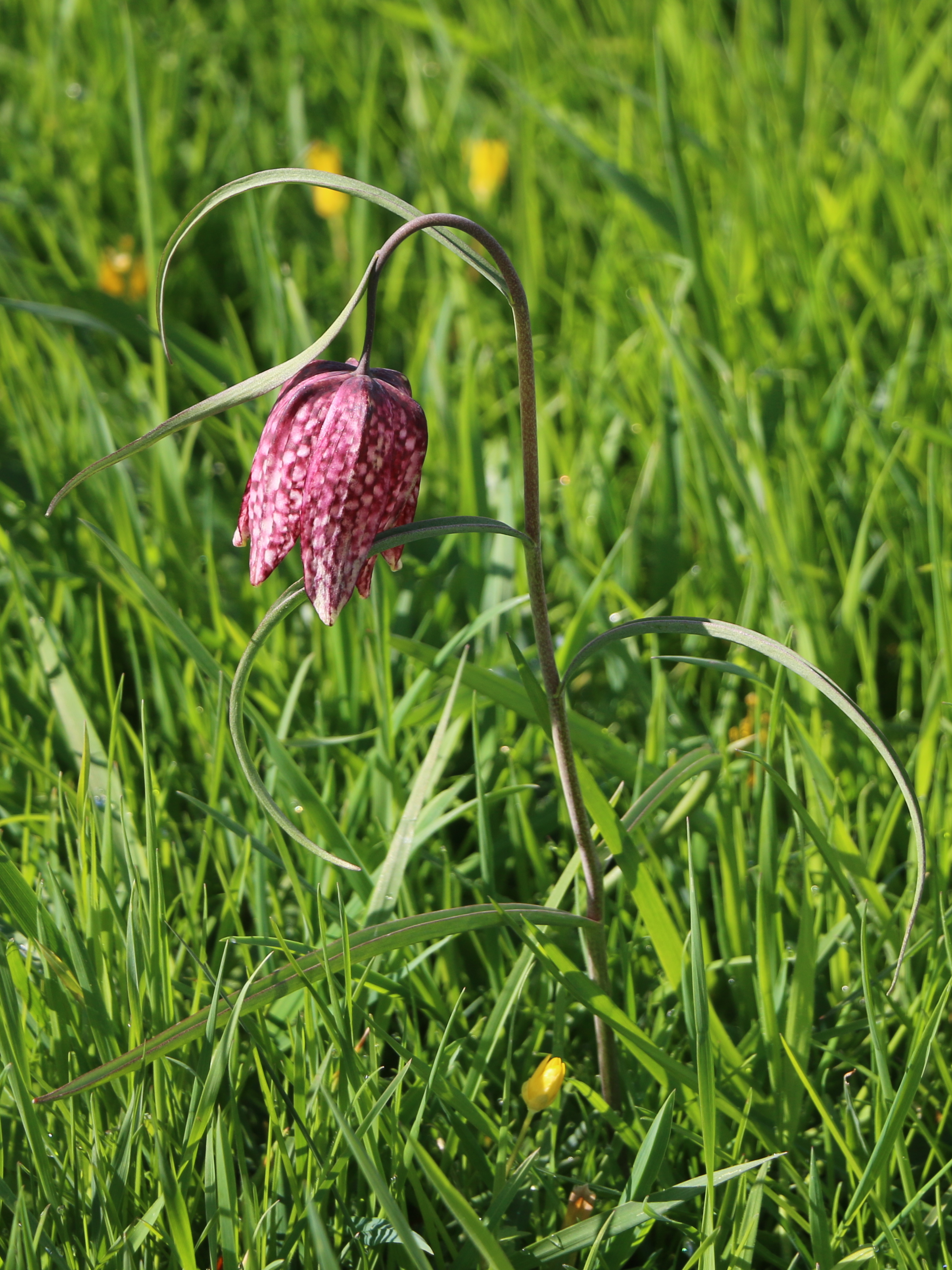
Schachblume im NSG „Untere Seeveniederung“ während der Blüte
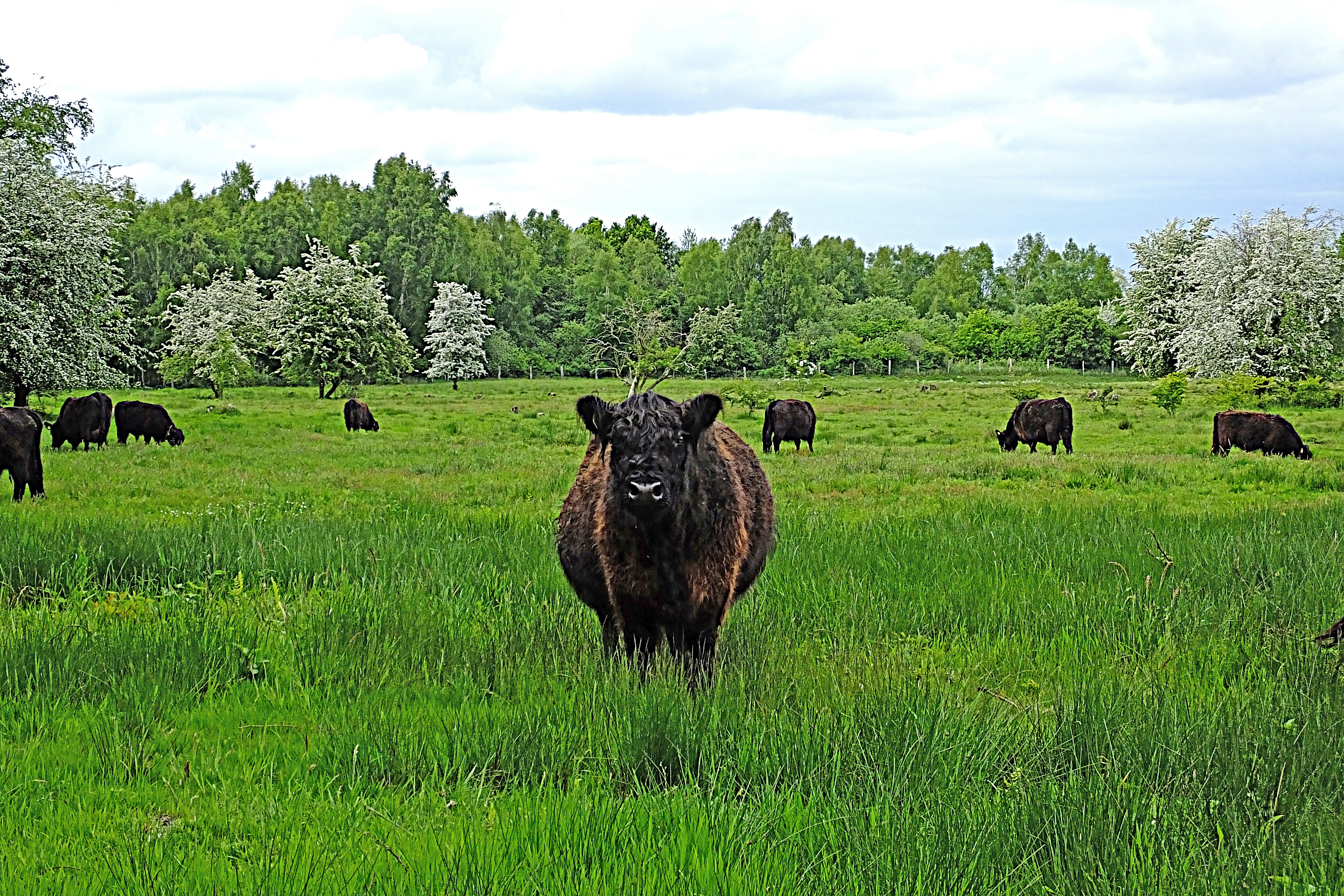
Beweidungsprojekt „Seevengeti“ zur Erhaltung der Magerrasengesellschaft am Steller See